# ويليام كوكس (قاضي)
ويليام كوكس (بالإنجليزية: William Cox)‏ هو قاضي أسترالي، ولد في 1 أبريل 1936 في هوبارت في أستراليا.